# Geoff Downes
Geoffrey Downes (Stockport, 25 de agosto de 1952) é um tecladista britânico de rock progressivo, melhor conhecido pela sua participação no Asia e rápida passagem no Yes em 1980.

## História
Filho de pais músicos (seu pai era organista de igreja e sua mãe pianista), Downes também interessou-se pelo teclado, tocando em uma série de bandas locais antes de estudar na escola de música de Leeds. Após sua graduação mudou-se para Londres, onde tocava e compunha jingles.
Em 1976 conheceu Trevor Horn em uma audição para a banda da cantora pop Tina Charles. Continuaram a trabalhar juntos, formando posteriormente os The Buggles. O sucesso da banda os levou ao Yes para o álbum Drama e turnês de suporte. Surpreendentemente, Downes foi o primeiro membro da banda a graduar-se em música. O Yes então terminou no começo de 1981. Posteriormente, Downes reuniu-se com Steve Howe (de Yes), Carl Palmer (de Emerson, Lake & Palmer) e John Wetton (de King Crimson) para formar o Asia em 1981. A banda teve sucesso imediato com o lançamento do álbum de estréia auto intitulado em 1982, e formou a base para a carreira de Downes desde então, além de lhe render o Guiness como tecladista com a maior quantidade de teclados em um palco. Por vários anos ele foi o único membro fundador remanescente da banda. Recentemente, Downes reuniu-se com Wetton em projetos paralelos até que a formação original do Asia retornou em 2006, assim permanecendo até o presente visto que nunca anunciaram o fim da banda.
Downes também gravou vários álbuns solo e colaborou com outros artistas, incluindo Trapeze em 1991 para uma turnê e uma breve aparição no álbum Sat in Your Lap de Kate Bush. Retornou para o grupo Yes em 2011.